# Faculdade Cásper Líbero
Faculdade Cásper Líbero (FCL) est une institution d'enseignement supérieur dans le domaine de la communication sociale dans la ville brésilienne de São Paulo. L'idée de sa création est venue de l'entrepreneur et journaliste Cásper Líbero. Fondée en 1947, c'est la première institution de l'Amérique latine à avoir un cours de journalisme.
Parmi les universités brésiliennes, publiques et privées, l'école de Journalisme a atteint la 4e place dans le Classement Universitaire de Folha de S.Paulo en 2015.

## Anciens élèves
- Maria Inês Nassif, journaliste et professeure d'université
- Bianca Santana, écrivaine
- Cilene Victor, journaliste  et professeure d'université